# Thomas Jonathan Burrill

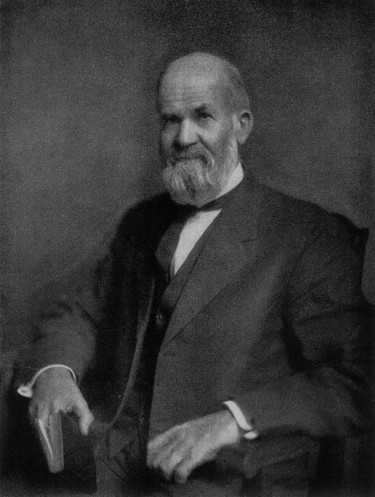
Thomas Jonathan Burrill

Thomas Jonathan Burrill (ur. 25 kwietnia 1839, zm. 14 kwietnia 1916) – amerykański botanik, który jako pierwszy odkrył bakteryjne podłoże wielu chorób roślin.
Urodzony w Pittsfield (Massachusetts), ukończył Illinois State University w 1865. W 1868 został wybrany na stanowisko profesora botaniki i ogrodnictwa w University of Illinois i pozostał tam do końca swojej kariery.